# Florian Grafl
Florian Grafl (* 27. September 1982 in Bad Hersfeld) ist ein deutscher Schachspieler und -trainer.

## Leben

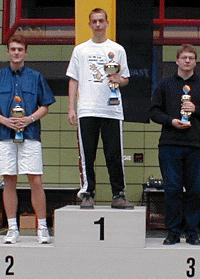
Florian Grafl, Andreas Schenk und Ferenc Langheinrich, 2000 bei der Deutschen Jugendmeisterschaft

Von circa 1993 bis 2003 wurde er im Schach von Uwe Kersten trainiert. 2002 machte er sein Abitur an der Modellschule Obersberg in Bad Hersfeld. Ab 2003 studierte er an der Justus-Liebig-Universität Gießen Journalistik und Geschichte und promovierte in Mittlerer und Neuerer Geschichte. Am Historischen Institut war er dort Wissenschaftlicher Mitarbeiter für Neuere Geschichte. Seit 2023 ist er Wissenschaftlicher Mitarbeiter am Institut für Geschichte, Theorie und Ethik der Medizin der Universität Ulm.

## Erfolge

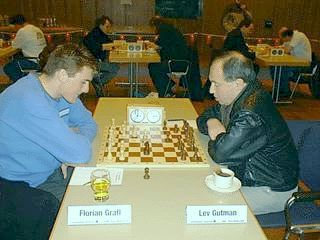
Florian Grafl – Lev Gutman bei der Deutschen Meisterschaft 2001

1997 wurde er in Bensheim deutscher U15-Meister. 1998 und 1999 gewann er den Goldenen Springer. Hessenmeister wurde er im April 2000 in Frankfurt am Main. Bei der Deutschen Jugendmeisterschaft 2000 in Überlingen (U18) belegte er hinter Andreas Schenk den zweiten Platz. Mit der deutschen Nationalmannschaft nahm er im Juli 2000 an der U18-Europameisterschaft im ungarischen Balatonlelle teil. Die Mannschaft erreichte den zweiten Platz und Florian Grafl hatte von allen Spielern das beste Ergebnis: Am vierten Brett erreichte er mit 5,5 Punkten aus 6 Partien eine Elo-Leistung von 2683.
Vereinsschach spielte er in seiner Jugend beim SK Turm Bad Hersfeld (das war von 1981 bis 2004 die Schachabteilung der SG Hessen Hersfeld). In der deutschen Schachbundesliga spielte er in der Saison 2000/01 für den TSV Schott Mainz, danach für den Godesberger SK. Von 2006/07 bis zur Saison 2010/11 spielte er für den SSG Zeitnot Hungen-Lich, danach für eine Saison erneut bei der SK Turm Bad Hersfeld, von der Saison 2012/13 bis zur Saison 2017/18 beim Kasseler SK. Seit der Saison 2018/19 spielt Grafl in der zweiten Mannschaft des FC Bayern München. In der belgischen Interclubs-Liga spielt er seit der Saison 2006/07 (in der er belgischer Mannschaftsmeister wurde) für Cercle Royal des Echecs de Charleroi, in Österreich seit der Saison 2006/07 für Inter Salzburg, zuerst in der 2. Liga West, später als Wüstenrot SIR Salzburg in der 1. Bundesliga, und in den Niederlanden ab November 2008 für Utrecht, seit 2017 für die Bussums Schaakgenootschap. Mit Utrecht nahm er auch am European Club Cup 2009 in Ohrid teil. In der britischen Four Nations Chess League (4NCL) spielte er von der Saison 2008/09 bis zur Saison 2009/10 bei Pride and Prejudice, seit 2012 spielt er beim Barbican Chess Club. In der katalanischen Meisterschaft spielt Grafl seit 2009 für C. E. Barberà und in Frankreich seit April 2009 für Les Tours de Haute Picardie, mit denen er 2014 und erneut 2016 in der Top 12 spielte. Im Juni 2025 gewann er in Neuwied die deutsche Einzelmeisterschaft im Schnellschach.
Im Juli 2003 hatte er alle erforderlichen Normen für den Titel Internationaler Meister (IM) beisammen. Er erzielte sie bei einem First Saturday IM-A-Turnier im Juli 2001 in Budapest, beim direkt daran anschließenden Komercni Banka Open in Pardubice sowie zwei Jahre später erneut beim Komercni Banka Open. Den Titel konnte er jedoch erst im Februar 2004 beim 74. FIDE-Kongress entgegennehmen, da erst im Januar 2004 seine Elo-Zahl bei über 2400 lag. Seit 2020 trägt er darüber hinaus den Titel FIDE-Trainer.